# Église Notre-Dame-de-l'Assomption d'Irkoutsk
 (février 2023).
Si vous disposez d'ouvrages ou d'articles de référence ou si vous connaissez des sites web de qualité traitant du thème abordé ici, merci de compléter l'article en donnant les références utiles à sa vérifiabilité et en les liant à la section « Notes et références ».
L'église Notre-Dame-de-l'Assomption (en russe : костёл во имя Успения Пресвятой Девы Марии ; en polonais: Kościół Wniebowzięcia Najświętszej Maryi Panny), dite également l'église polonaise, est une église de style néogothique située à Irkoutsk en Sibérie.
L'église abrite la salle d'orgue de l'Orchestre philharmonique d’Irkoutsk.

## Historique

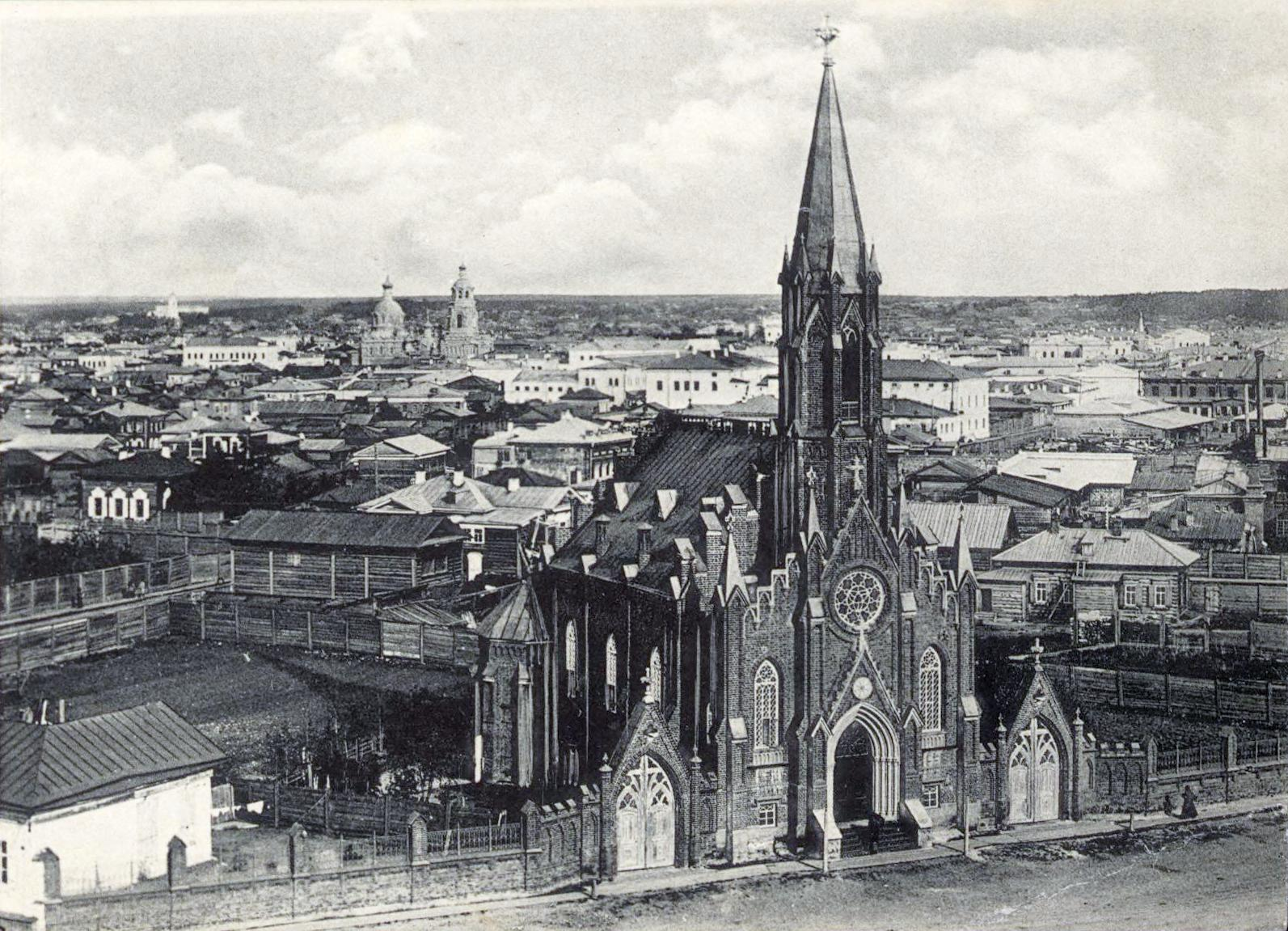
Vue de l'église au début du XXe siècle

Une première petite église catholique de bois est construite à Irkoutsk en 1825 dans une ville où affluent les colons. Elle est agrandie ainsi que le presbytère en 1855, mais elle est la proie des flammes dans le grand incendie de la ville de juillet 1879,. Une nouvelle de briques est construite par la communauté polonaise entre 1881 et 1883 consacrée à l'Assomption de la Vierge Marie. Son style néogothique la distingue des églises orthodoxes à coupoles, comme celle du Sauveur qui se trouve à proximité. Elle est bâtie selon les plans de l'architecte polonais Jan Tamulewicz et l'intérieur est décoré par Wojciech Koperski. Le tableau d'autel date de 1868. Un nouvel harmonium est livré des États-Unis en 1896.
La paroisse est constituée en majorité de colons polonais ou lituaniens, et également de Polonais exilés après l'insurrection polonaise de janvier 1863, comme Benedykt Dybowski. Ensuite des colons polonais affluent après les réformes agraires de Stolypine. Le bienheureux Antoni Leszczewicz est vicaire à la paroisse en 1914 et dans les premières années de la guerre.
Les persécutions contre la paroisse commencent à partir des années 1920 et culminent en 1938, année où l'église est sécularisée et plusieurs paroissiens envoyés au goulag. Elle est restaurée en 1978 pour être transformée en salle de concert philharmonique d’Irkoutsk avec un orgue de la firme Schuke de Potsdam. Lorsque les relations entre l'État et les différentes confessions chrétiennes se normalisent dans les années 1990, la communauté catholique d'Irkoutsk retrouve le droit d'utiliser l'église pour quelques cérémonies en dehors des concerts. La première messe se déroule pour la Noël 1990.
La communauté paroissiale dépend du diocèse d'Irkoutsk dont la cathédrale est construite en l'an 2000 et dédiée au Cœur Immaculé de Marie. L'église se trouve place Kirov.

La communauté catholique rend des services divins tous les jours après les concerts d'orgue.